# 東高屋村
東高屋村（ひがしたかやむら）は、広島県賀茂郡にあった村。現在の東広島市の一部にあたる。

## 地理
高屋盆地の東部に位置していた。

## 歴史
- 1889年（明治22年）4月1日、町村制の施行により、賀茂郡白市村、重兼村、貞重村、高屋堀村、高屋東村が合併して村制施行し、東高屋村が発足[1][2]。
- 1954年（昭和29年）3月31日、賀茂郡西高屋村と合併し、高屋村を新設して廃止された[1][2]。

### 地名の由来
かつての高屋郷の東の意。

## 産業
- 農業[1]